# 小倉武一
小倉 武一（おぐら たけかず、1910年〈明治43年〉10月2日 - 2002年〈平成14年〉2月14日）は、日本の農林官僚、経済学者。
農林事務次官、政府税制調査会会長などを歴任した。特に、政府税制調査会会長は16年間を務め,「ミスター税調」と呼ばれた。旧姓は大井。著作に『土地立法の史的考察』など。
長男は元国際交流基金理事長で外交官の小倉和夫。三男は社会学者で津田塾大学名誉教授の小倉充夫。

## 略歴
略歴は以下の通り。
- 1910年10月2日 - 福井県南条郡武生町に出生（大井藤助の六男に生まれ、小倉礼三の養子となる）
- 1928年 - 第三高等学校入学
- 1934年 - 東京帝国大学法学部卒業，農林省入省（経済更生部産業組合課）
- 1935年 - 青森営林局
- 1936年 - 農林省馬政局
- 1938年 - 歩兵第19連隊補充隊臨時召集（福井県敦賀―中国山西省離石）
- 1941年 - 仏領印度支那派遣軍特命全権大使随員（ハノイ）
- 1943年 - 農林省総務局企業課長，装備課長，価格金融課長
- 1945年 - 大蔵省物価部第三課長
- 1946年 - 農林省農政局農政課長，農地改革法案主査
- 1947年 - 東京大学農学部講師（1961年まで）
- 1949年 - 経済局統計調査部長，農業総合研究所
- 1950年 - 大臣官房企画室長，農業改良局長
- 1952年 - 農政局長＝農林経済局長
- 1954年 - 農業改良局長
- 1955年 - 農地局長
- 1956年 - 食糧庁長官
- 1958年 - 農林水産技術会議事務局長
- 1959年 - 農林漁業基本問題調査会事務局長
- 1960年 - 農業基本法案起草委員長，農林事務次官
- 1961年 - 退官
- 1962年 - 農業機械化研究所理事長，日本農業法学会会長，政府税制調査会委員（1971年まで）
- 1963年 - 農林水産技術会議会長
- 1964年 - アジア経済研究所理事
- 1965年 - 農業構造問題研究会（農政研究センターの前身）会長
- 1967年 - 農政研究センター会長，アジア経済研究所所長
- 1969年 - 農政審議会会長，米価審議会会長（1974年まで）
- 1972年 - アジア経済研究所会長（1975年まで）
- 1973年 - 農山漁家生活改善研究会会長
- 1974年 - 国際食糧農業協会会長，政府税制調査会会長（1990年まで）
- 1975年 - 日本銀行政策委員会委員（1983年まで）
- 1989年 - 勲一等旭日大綬章
- 2002年2月14日 - 91歳で死去